# Papa Paulo VI e o ecumenismo
Após o Concílio Vaticano II, o Papa Paulo VI contribuiu de duas maneiras para o crescimento contínuo do ecumenismo e do diálogo intercristão. Os "irmãos e irmãs separados", como ele os chamava, não puderam contribuir para o Concílio Vaticano II como observadores convidados. Após o Concílio, muitos deles tomaram a iniciativa de procurar seus colegas católicos e o Papa em Roma, que acolheram tais visitas.

## Arcebispo de Milão
Alguns o consideraram um liberal, quando ele pediu aos leigos que amassem não apenas os católicos, mas também os cismáticos (ortodoxos orientais e ortodoxos orientais), os protestantes, os indiferentes, os muçulmanos, os pagãos, os ateus. Contrariamente aos ensinamentos da Igreja do Papa Leão XIII (e mais tarde João Paulo II e Bento XVI), que consideravam o clero anglicano desigual à luz da sua suposta falta de sucessão apostólica, o Arcebispo Montini simplesmente ignorou completamente este aspecto durante uma visita feita pelo clero anglicano a Milão em 1957 e, após isso, uma troca de cartas com o Arcebispo de Canterbury, Geoffrey Fisher.

## O papel do Concílio Vaticano II
A própria Igreja Católica reconheceu, a partir dos muitos encontros ecumênicos anteriores, que ainda havia muito a ser feito internamente, para que ela fosse aberta ao ecumenismo. "Àqueles a quem é confiada a verdade mais elevada e profunda e, portanto", assim acreditava Paulo VI, "cabia a parte mais difícil de comunicar.". O diálogo ecumênico, na visão de Paulo VI, exige do católico a pessoa inteira: toda a sua razão e vontade, assim como um coração totalmente aberto. Paulo VI, assim como seu antecessor, Pio XII, estava relutante em ceder.
No entanto, Paulo VI sentiu-se compelido a admitir o seu ardente desejo, baseado no Evangelho, de ser tudo para todos e de ajudar todas as pessoas Sendo o sucessor de Pedro, ele sentiu as palavras de Cristo, "Amas-me mais" como uma facada na medula da sua alma. Estas palavras significavam para Paulo VI o amor sem limites, o seu consentimento para a aproximação da Igreja com o ecumenismo.

## Relação com o Conselho Mundial de Igrejas
Em 1965, Paulo VI decidiu criar um grupo de trabalho conjunto com o Conselho Mundial de Igrejas para mapear todas as vias possíveis de diálogo e cooperação. Nos três anos seguintes, realizaram-se oito sessões que resultaram numa série de propostas conjuntas. Foi proposto um trabalho conjunto em áreas de justiça social e desenvolvimento e questões do Terceiro Mundo, como fome e pobreza. No plano religioso, foi acordado participar juntos da Semana de Oração pela Unidade dos Cristãos, que seria realizada anualmente. O grupo de trabalho conjunto deveria preparar textos que seriam usados por todos os cristãos. Em 19 de julho de 1968, ocorreu em Uppsala, na Suécia, a reunião do Conselho Mundial de Igrejas, que o Papa Paulo VI chamou de "um sinal dos tempos". Ele enviou sua bênção de forma ecumênica: "Que o Senhor abençoe tudo o que vocês fizerem pela causa da Unidade dos Cristãos.". O Conselho Mundial de Igrejas decidiu incluir teólogos católicos em seus comitês, desde que eles tivessem o apoio do Vaticano.
Paulo VI apoiou ativamente essa nova harmonia e cooperação com os protestantes em muitos níveis. Quando o Cardeal Augustin Bea foi vê-lo para pedir permissão para uma tradução conjunta católico-protestante da Bíblia com as sociedades bíblicas protestantes, o Papa caminhou em sua direção e exclamou: "no que diz respeito à cooperação com as sociedades bíblicas, sou totalmente a favor". Ele emitiu uma aprovação formal no Pentecostes de 1967, a festa em que o Espírito Santo desceu sobre os cristãos, superando todas as dificuldades linguísticas, de acordo com a tradição cristã.

## Diálogo com as Igrejas Ortodoxas Orientais
Paulo VI visitou os Patriarcas Ortodoxos de Jerusalém e Constantinopla em 1964 e 1967, respectivamente. Ele foi o primeiro papa desde o século IX a visitar o Oriente, rotulando as Igrejas Orientais como "Igrejas irmãs". Ele também foi o primeiro papa em séculos a se encontrar com os líderes de várias religiões ortodoxas orientais. Desses encontros,destaca-se o seu encontro com o Patriarca Ecumênico Atenágoras I em 1964 em Jerusalém levou à revogação das excomunhões do Grande Cisma, que ocorreu em 1054.
Este foi um passo significativo para restaurar a comunhão entre Roma e Constantinopla. Produziu a Declaração Conjunta Católica-Ortodoxa de 1965, que foi lida em 7 de dezembro de 1965, simultaneamente em uma reunião pública do Concílio Vaticano II em Roma e em uma cerimônia especial em Istambul. A declaração não pôs fim ao cisma, mas demonstrou o desejo de uma maior reconciliação entre as duas igrejas.
Em maio de 1973, o papa copta Shenouda III de Alexandria visitou o Vaticano, onde se encontrou três vezes com o Papa Paulo VI. Uma declaração comum e um Credo conjunto emitidos na conclusão da visita demonstraram que não há mais discrepâncias teológicas significativas entre as Igrejas Copta e Católica Romana.

## Diálogo com as Igrejas que têm origem na Reforma Protestante

### Luteranos
Os luteranos foram a primeira Igreja Cristã a demonstrarem interesse num diálogo com a Igreja Católica em setembro de 1964 em Reykjavík, Islândia. Isso resultou em grupos de estudo conjuntos sobre diversas questões. O presidente da Federação Luterana Mundial e membro do comitê central do Conselho Mundial de Igrejas, Fredrik A. Schiotz, declarou durante o 450º aniversário da Reforma que, no passado, as comemorações eram vistas quase como um triunfo. A Reforma deve ser celebrada como uma ação de graças a Deus, sua verdade e sua vida renovada. Ele acolheu com satisfação o anúncio do Papa Paulo VI de celebrar o 1900º aniversário da morte do Apóstolo Pedro e do Apóstolo Paulo, e prometeu a participação e cooperação luterana nas festividades.

### Reformados
Quatro anos depois, as Igrejas Reformadas começaram um diálogo com a Igreja Católica.

### Anglicanos
Paulo VI foi o primeiro papa a receber um arcebispo anglicano de Canterbury, Michael Ramsey, em audiência oficial como chefe da Igreja, após a visita privada do arcebispo Geoffrey Fisher ao Papa João XXIII em 2 de dezembro de 1960. Ramsey encontrou-se com Paulo VI três vezes durante a sua visita e abriu o Centro Anglicano em Roma com o propósito de aumentar o seu conhecimento mútuo. Ramsay elogiou Paulo VI e suas contribuições ao serviço da unidade. Paulo VI então, respondeu que “ao entrar em nossa casa, você está entrando em sua própria casa, estamos felizes em abrir nossa porta e coração para você”.
Os chefes das duas Igrejas assinaram uma declaração conjunta, que pôs fim às disputas do passado e construiu uma agenda em comum para o futuro. O Cardeal Augustin Bea, chefe do Secretariado para a Promoção da Unidade dos Cristãos, acrescentou no final da visita: "Avancemos em Cristo. Deus quer isso. A humanidade espera por isso." Indiferentes a uma dura condenação da Congregação da Fé sobre os casamentos mistos, precisamente neste momento da visita, Paulo VI e Ramsey nomearam uma comissão preparatória que deveria pôr em prática a agenda conjunta em questões como os casamentos mistos. Isto resultou numa declaração conjunta de Malta, o primeiro acordo conjunto sobre o Credo desde a reforma. Paulo VI era um grande amigo da Igreja Anglicana, que ele descreveu como "nossa amada irmã Igreja", uma descrição não permitida mais tarde por João Paulo II e Bento XVI em Dominus Iesus, que negou o caráter de Igreja às igrejas anglicana e protestante devido a ausência de sucessão apostólica.

### Metodistas
O diálogo com a Igreja Metodista começou em outubro de 1965, depois que seus representantes elogiaram oficialmente as mudanças notáveis, a amizade e a cooperação dos últimos cinco anos.